# Kap Wood
Das Kap Wood ist ein Kap an der Ostküste von Flat Island vor der Pennell-Küste des ostantarktischen Viktorialands. Es markiert das westliche Ende der Einfahrt zur Pressure Bay, einer Seitenbucht der Robertson Bay.
Entdeckt wurde es im Januar 1841 vom britischen Polarforscher James Clark Ross bei dessen Antarktisexpedition (1839–1843). Ross benannte das Kap nach Charles Wood, 1. Viscount Halifax (1800–1885), damals Erster Sekretär der britischen Admiralität.